# Muhàmmad IX l'Esquerrà
Abu-Abd-Al·lah Muhàmmad (IX) al-Ghàlib bi-L·lah al-Aysar (l'Esquerrà), fou rei musulmà de la dinastia nassarita de Granada. Era fill de Nasr ibn Muhàmmad (germà de Yússuf II). Va pujar al tron el 1419 quan el clan dels Banu Sarraj va deposar Muhàmmad VIII que tenia 10 anys.
El seu regnat no registra incidents militars i la treva amb Castella es va mantenir. El 1427 quan s'havia de renovar, les negociacions van fracassar. El poble, partidari de la pau, es va revoltar i va deposar el rei. Per influència del cap oposat als Banu Sarraj, Ridwan Bannigash (conegut a les cròniques cristianes com Venegas o Benegas), va ser cridat altre cop al tron Muhàmmad VIII que havia fugit a Tunis i que ara tenia 18 anys que va retornar amb suport de tropes hàfsides. Aquest tampoc va saber negociar amb Castella, i el 1428 els castellans van assolar la Vega de Granada i van atacar Ronda que van arribar a ocupar temporalment. Els granadins instigats pels Banu Sarraj el van deposar i van proclamar altre cop a Muhàmmad IX el 1429.
Els castellans no van aturar els seus atacs i el 1430 ocupaven Archidona i vencien a Vallehermoso. L'1 de juliol de 1431 obtenien una victòria important a la batalla de la Higueruela a la Vega de Granada al peu de Serra Elvira. Això li va costar el tron per segona vegada i els castellans van imposar al seu candidat Yússuf IV, patrocinat per Ridwan Bannigash. Va durar fins a l'abril del 1432 quan al morir fou cridat per tercer cop Muhàmmad IX, que s'havia retirat a Màlaga. En aquest regnat va aconseguir algunes victòries, especialment la d'Archidona, tot i que va perdre Huéscar i fou derrotat a la Vega de Guadix; els castellans van ocupar Albox i Huelma però en foren expulsats; el 1439 va obtenir una treva de tres anys.
Va regnar fins al gener del 1445 quan fou destituït per un cop d'estat i substituït pel seu nebot Muhàmmad X al-Ahnaf (el Coix); el juny de 1445 el seu parent Yússuf V fill d'un tal Ismaïl que no s'ha determinat qui era, amb el suport dels castellans (els Banu Sarraj), es va proclamar rei a Montefrío i va rebre el suport de diverses poblacions; Muhàmmad X va atacar als rebels i els seus reforços castellans i es van apoderar del castell de Benzalema (prop de Baza), de Benamaurel i de Huéscar; els rebels foren derrotats el 1446 a Montefrío. Muhàmmad X el Coix fou deposat el 1447 i cridat per quarta vegada Muhàmmad IX, que va regnar fins al 1453/1454. Els granadins van devastar les regions de Huescar, Galera, Castilleja, Los Vélez.
El 1449 es va aliar a Navarra i Joan II de Castella va optar per una treva que Muhàmmad va aprofitar per anar contra Yússuf V que s'havia fet fort a Màlaga. El 1450 Granada va donar suport al rebel murcià Alonso Fajardo, i el 1451 va projectar una gran invasió del "regne" de Múrcia, i van arribar fins a la Vega de Múrcia i fins a Jaén, amenaçant fins i tot Còrdova; però Fajardo llavors va arranjar els seus conflictes i es va oposar als musulmans infligint una greu derrota a Muhàmmad IX a les batalles de Marchena i d'Alporchones prop de Lorca, provocant la revolta de Sad ibn Alí ibn Yússuf (II) amb suport castellà i dels Banu Sarraj.
Va morir el 1353/1354 i les faccions van proclamar a Muhàmmad XI el Xic (el Chiquito) fill de Muhàmmad VIII que va dominar Granada, Màlaga i Almeria, mentre Sad ibn Alí era proclamat també rei i dominava Ronda i la part occidental.